# Gabriel Crăciun
Gabriel Crăciun (n 12 septembrie 1981 în Vaslui) este un jucător român de fotbal, care evoluează pentru Petrolul Ploiești în Liga a II-a.